# Why Stop Now
Why Stop Now è un brano musicale del rapper statunitense Busta Rhymes, a cui collabora il cantante R&B Chris Brown, pubblicato come primo singolo estratto dal suo nono album studio E.L.E. (Extinction Level Event) 2: End of the World il 18 novembre 2011.

## Tracce
- Download digitale[1]

1. Why Stop Now featuring Chris Brown – 4:00

## Classifiche
| Classifica (2011)              | Posizione più alta |
| ------------------------------ | ------------------ |
| US Billboard R&B/Hip-Hop Songs | 84                 |